# Peperomia spruceana
Peperomia spruceana là một loài thực vật có hoa trong họ Hồ tiêu. Loài này được Benth. ex C.DC. miêu tả khoa học đầu tiên năm 1869.